# 中国有色金属工业总公司
中国有色金属工业总公司是由中华人民共和国国务院直接领导下对中国有色金属工业企业实施行业领导与产供销、内外贸统一生产经营的社会主义全民所有制企业。

## 历史

### 有色金属工业管理局
1950年10月5日，中央人民政府重工业部设立中央有色金属工业局，局长王逸群，副局长孙艳清。1952年9月，东北人民政府撤销，东北人民政府有色金属管理局并入中央重工业部中央有色金属工业局。
- 局长高扬文
- 第一副局长李华、王逸群
- 副局长：孙鸿儒、孙艳清、苑子纪、张潭
- 生产技术处 处长洪戈

组建中央重工业部有色金属工业管理局东北分局，统管东三省有色金属工业和黄金矿山的生产建设。1952年12月8日，中央有色金属工业局改为有色金属工业管理局。
1954年冬，根据中央 “把重点转到基本建设上来”的指示，重工业部进行了机构改组，取消了全能的有色金属工业局，建立了基本建设的龙头--有色冶金设计总院（李华任院长。孙鸿儒、陈健、洪戈、王永修、江风、吴际霖为副院长），统管各省市设计院，还有沈阳铝镁设计院，长沙、南昌、兰州、昆明等有色冶金设计院，后成立的贵州铝镁设计院。苏联援建13项有色冶金项目：抚顺铝厂、，哈尔滨铝加工厂、吉林电极厂、株洲硬质合金厂、洛阳铜加工厂、杨家杖子钼矿、白银有色金属公司、江西大吉山、西华山、岿美山三个钨矿、云南锡业公司、东川铜矿、会泽铅锌矿。自行新建、扩建、改建重点项目主要有沈阳冶炼厂、山东铝厂、安徽铜官山铜矿、云南易门铜矿、湖北阳新铜矿、河北寿王坟铜矿、湖南水口山铅锌矿、凡口铅锌矿、锡矿山锑矿、江西盘古山钨矿、广西平桂锡矿、辽宁葫芦岛炼锌厂、苏家屯有色金属加工厂、沈阳冶金机械厂、衡阳冶金机械修造厂、昆明冶炼厂、株洲冶炼厂等。中条山铜矿和德兴铜矿，虽是“二五”初期开始，但大量准备工作和决策也是在“一五”期间进行的。此外，还有一批中小项目也是“一五”期间上马。还创建了中南矿冶学院，昆明、南昌两个学院和一批中等专业学校。
1955年1月，中央重工业部撤消东北有色金属分局，成立东北铜铅锌矿务局。1956年5月12日，撤销重工业部，成立冶金工业部、化学工业部、建筑材料工业部。1956年6月1日，冶金工业部成立，部长王鹤寿，副部长吕东，夏耘。1957年末，冶金工业部根据国务院文件精神，决定撤消冶金工业部东北铜铅锌矿务局，各省成立有色金属管理局，并将已收归部直接领导的工厂和学校下放给各省有色金属管理局领导。1958年1月1日，冶金工业部有色金属工业管理局改为有色金属生产技术司（有色司），在吉林、辽宁、湖南、江西、广东、广西、云南、贵州、甘肃9省区设立有色金属管理局。
1958年4月5日在中央成都会议期间，冶金工业部党组向中共中央提交了题为《争取有色金属产量的飞跃，占领有色金属的全部领域》的报告说：无论重工业或轻工业，对各种有色金属的需要愈来愈大。原子工业、电子工业以及国防工业中的喷气飞机、导弹等，如果没有有色金属(特别是稀有金属)，就不可能建立和发展；必须以快于其他部门的速度，提高有色金属的产量；在第二个五年计划中，有色金属增长三倍以上，才能逐渐赶上我国其他工业水平；建议把64种有色金属全部研制出来。这份报告得到中共中央的重视和毛泽东的肯定，毛泽东批示：“64种有色金属没有它不行”。邓小平批示：“把64种有色金属当64个堡垒，要一个一个地攻下来”。中共中央批示说：同意冶金工业部党组所提的关于有色金属工业的规划和措施。至1962年，冶金部有色金属研究总院研制出全部64种有色金属。1959年9月20日有色司增设黄金处（实际称贵金属处）。
1965年1月30日，冶金工业部把“冶金工业部吉林省有色金属工业管理局”的基础上成立“冶金工业部黄金公司”。1965年3月25日冶金部报经国务院批准，“冶金工业部黄金专业公司”改为“中国黄金矿产公司”，统一管理中国黄金生产和开发工作。（其他）有色金属矿山交由东北有色局管理。1965年9月8日冶金部转发中组部通知，决定石豁任党委书记，杨锐敏任副书记、经理，华裕民任副书记、副经理。赵祝华、张天和、周恕先后任副经理。1968年9月18日，中国黄金矿产公司革命委员会成立，革委会主任赵祝华，副主任辛龙俭、夏峰、李兴。1969年6月16日，冶金工业部军代表通知撤消中国黄金矿产公司，企业下放到各省管理。1973年冶金部根据《黄金生产会议纪要》，在有色司内设地方中小黄金处。1976年1月1日，冶金部成立黄金管理局，石豁、段丁波、杨锐敏、黄玉珩为负责人。

### 组建
1981年初，国家经委提出有色金属工业从冶金工业部分出来成立国家有色金属工业管理总局的方案上报国务院。国家有色金属工业管理总局于1981年5月12日成立，直属于国务院，由冶金工业部代管。下属12个司局级单位。编制控制在三百人以内。人员、经费、办公用房等,均应本着精简和节约的原则,在冶金部机关内调剂解决,不要增加开支。负责人叶志强。1982年初，中央财经领导小组先后多次听取国家有色金属工业管理总局领导的汇报，同意国家有色金属工业管理总局逐步过渡到“中国有色金属工业总公司”，办成经济实体，实行利润包干、工贸结合，并提出在西北地区搞水、电、铝联合开发。要求发展有色金属不能齐头并进，要认真考虑经济效益。要发挥有色金属资源优势，10年内要有所作为等。1982年9月24日，国务院决定将国家有色局改为中国有色金属工业总公司。1982年10月，国家经委领导袁宝华亲自挂帅，组成一个九人有色金属开发规划小组，于1982年年底提出《突出优势品种，加快发展速度，开创有色金属工业生产建设新局面》的规划报告。在冶金工业部李华、张凡和叶志强等副部长推动下，1983年初国家经委副主任袁宝华、国家经委顾问邱纯甫、冶金工业部副部长林泽生组织起草了成立有色金属总公司的报告，并草拟了总公司的领导班子。1983年3月4日，国务院常务会议讨论和批准了这个报告。国务院同意国家经委《关于成立中国有色金属工业总公司的报告》。3月16日，中共中央下文批准了这个领导班子。1983年4月4日总公司正式成立，邱纯甫任董事长、党组书记，林泽生任副董事长，费子文任总经理。常务董事与党组成员在内的领导班子共20人，包括叶志强、郭超、王哲、孙鸿儒、李光荣、陈健、朱国平、江风和王文海、高洪桥等。国务院要求公司的组建要有新的突破，要真正成为一个名副其实的产销结合、工贸一体的经济实体。并原则同意上收一部分企业，使公司对企业的人财物、产供销实行集中领导，统一经营管理。按照国务院文件，总公司协同国家经委、财政部组成专门领导小组，与有关省区领导协商从地方上收回原来从中央下放的二百多个企事业单位。经过一年多的工作，最后的上收企业中增加了一批非重点企业，因此比原定的企业数增加了一倍多。创办《中国有色金属报》，成立中国有色金属学会。
1984年4月，调入中国有色金属工业总公司，吴建常任副总经理，分管办公厅、财务、人事及经济特区有色金属经济开发等工作。
1986年总公司董事会到届，老一辈领导退出工作一线；中央决定总公司不再设立董事会，改为总经理负责制。费子文任总经理兼党组书记。
从1996至1998年，有色企业出现了全行业亏损。有色金属国有企业经历了三年改革脱困阶段。国家采取了债转股、资源枯竭矿山实行政策性关闭和贴息技术改造三项措施，198户企业先后实施政策性关闭破产，涉及在职职工39万人。

### 撤销
1998年3月，新一届国务院实施机构改革，撤销了中国有色金属工业总公司，成立了国家有色金属工业局及中国铜铅锌集团公司、中国铝业集团公司、中国稀有稀土金属集团公司三大专业集团公司。3大专业集团公司组建后与国家有色金属工业局脱钩，由中央领导，接受国家经贸委管理。
杨家杖子矿务局群体事件的经验教训出发，指出现行的管理体制不利于有色金属矿山、企业关闭破产工作稳妥进行；不利于地方统一规划、调整结构、更好发展；不利于克服体制上的一些缺陷；不利于发挥地方党委和政府统筹推动企业发展与改革的积极性。2000年7月，中国有色金属工业体制调整，撤消三大专业集团公司，下属各公司由中央下放地方管理。同时以山西铝厂、山东铝厂、中州铝厂3家氧化铝企业，青海铝厂、贵州铝厂和广西平果铝厂3家电解铝企业，成立央企中国铝业公司。
2001年2月19日撤消国家有色金属工业局，成立中国有色金属工业协会。

## 组织结构
- 总公司机关
- 直属事业单位
  - 北京有色冶金设计研究总院
  - 中国有色金属工业总公司矿产地质研究院（位于北京，1955年成立，2005年并入有色金属矿产地质调查中心）
  - 有色地质勘查总局（位于燕郊。2001年改制属地化管理，交不出去的单位经中央编办批准改为有色金属矿产地质调查中心，由中国有色金属工业协会领导。2004年改制成立中色地科矿产勘查股份有限公司。）
    - 北京地质调查所
    - 新疆地质调查所
    - 南方地质调查所
    - 北京勘察技术中心
    - 北京测绘院

  - 新疆公司
    - 新疆有色金属研究所
    - 乌鲁木齐有色冶金设计研究院

  - 西北稀有金属材料研究院（宁夏有色金属冶炼厂）
  - 赣州有色冶金研究所
  - 中国有色金属工业总公司技术经济研究院
  - 广州有色金属研究院
  - 湖南稀土金属材料研究所
  - 峨嵋半导体材料研究所
  - 长沙有色冶金设计研究院
  - 中国有色金属工业西安勘察设计研究院
  - 西安有色冶金设计研究院
  - 昆明有色冶金设计研究院
  - 南昌有色冶金设计研究院
  - 兰州有色冶金设计研究院
  - 中国有色金属工业昆明勘察设计研究院
  - 沈阳有色冶金设计研究院
  - 长沙矿山研究院
  - 西北矿冶研究院
  - 沈阳矿冶研究所
  - 四川省冶金研究所
  - 湖南有色金属研究所
  - 湖南有色冶金劳动保护研究院
  - 中国有色金属工业总公司北京矿产地质研究所
  - 昆明贵金属研究所
  - 兰州有色金属建筑研究院
  - 沈阳铝镁设计研究院
  - 贵阳铝镁设计研究院
  - 洛阳有色金属加工设计研究院
  - 中国有色金属工业长沙勘察设计研究院
  - 郑州轻金属研究院
- 直属企业
  - 中国有色金属进出口公司
  - 中国有色金属工业对外工程公司 (現為中國有色礦業集團)
  - 中国华兴钨业公司
  - 中国国际有色金属租赁有限公司
- 地区有色金属公司
  - 中国有色金属工业总公司北京公司
  - 中国有色金属工业总公司大冶公司
  - 中国有色金属工业总公司天津公司（现为天津有色金属集团有限公司）
  - 中国有色金属工业总公司沈阳公司
  - 中国有色金属工业总公司福州公司
  - 中国有色金属工业总公司南昌公司（现为江西稀有稀土金属钨业控股集团有限公司）
    - 画眉坳钨矿
    - 贵溪银矿

  - 中国有色金属工业总公司长沙公司
  - 中国有色金属工业总公司广州公司
  - 中国有色金属工业总公司南宁公司
  - 中国有色金属工业总公司贵阳公司
  - 中国有色金属工业总公司成都公司
  - 中国有色金属工业总公司昆明公司
  - 中国有色金属工业总公司西安公司
  - 中国有色金属工业总公司兰州公司
  - 中国有色金属工业总公司新疆公司
  - 中国有色金属工业总公司深圳公司(現為中金嶺南)[9]
  - 東方有色[10][11]
  - 大冶有色[12]
  - 銅陵有色[13]
  - 江西銅業集團
  - 株洲冶炼厂 (株洲冶煉集團前身)

## 內部連結
- 中國有色金屬有限公司